# Patrick Linstead
Reginald Patrick Linstead CBE, FRS (Londres, 28 de agosto de 1902 — Londres, 22 de setembro de 1966) foi um químico inglês.